# Josef Adamec
Josef Adamec (18. prosince 1909 Praha – 17. listopadu 1939 Praha) byl český student a studentský funkcionář popravený 17. listopadu 1939.

## Život
Josef Adamec vystudoval gymnázium v pražské Libni a poté začal studovat na Právnické fakultě Univerzity Karlovy. Během insigniády byl jedním z mluvčích českých studentů. V letech 1935 až 1936 byl místopředsedou Ústředního svazu československého studentstva, 1937–1939 působil v jeho dozorčí radě.
Působil nejprve v mládeži Národního sjednocení, později se stal členem Klubu národně socialistických akademiků. Za druhé republiky byl členem Národního hnutí pracující mládeže a od září 1939 jednatelem Národního svazu českého studentstva v Čechách a na Moravě. 17. listopadu 1939 byl v časných ranních hodinách zatčen gestapem a téhož dne bez soudu popraven v ruzyňských kasárnách. In memoriam mu byl udělen titul JUDr.

## Ocenění
- Československý válečný kříž 1939, in memoriam 1945
- Medaile Za hrdinství in memoriam (2022)

## Fotogalerie

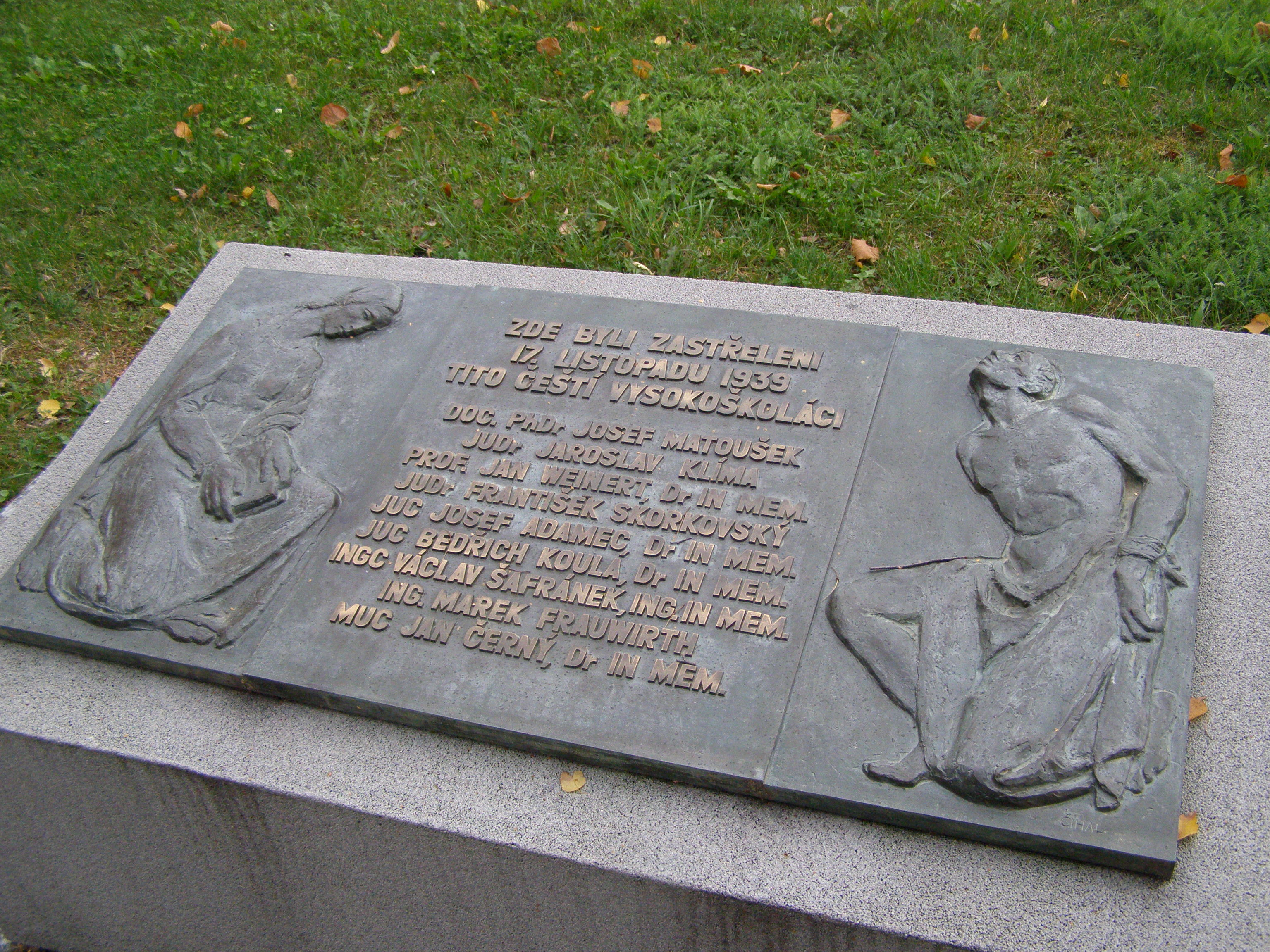
Připomínka popravy devíti hlavních představitelů studentského hnutí dne 17. listopadu 1939 na památníku v kasárnách 17. listopadu v Praze Ruzyni
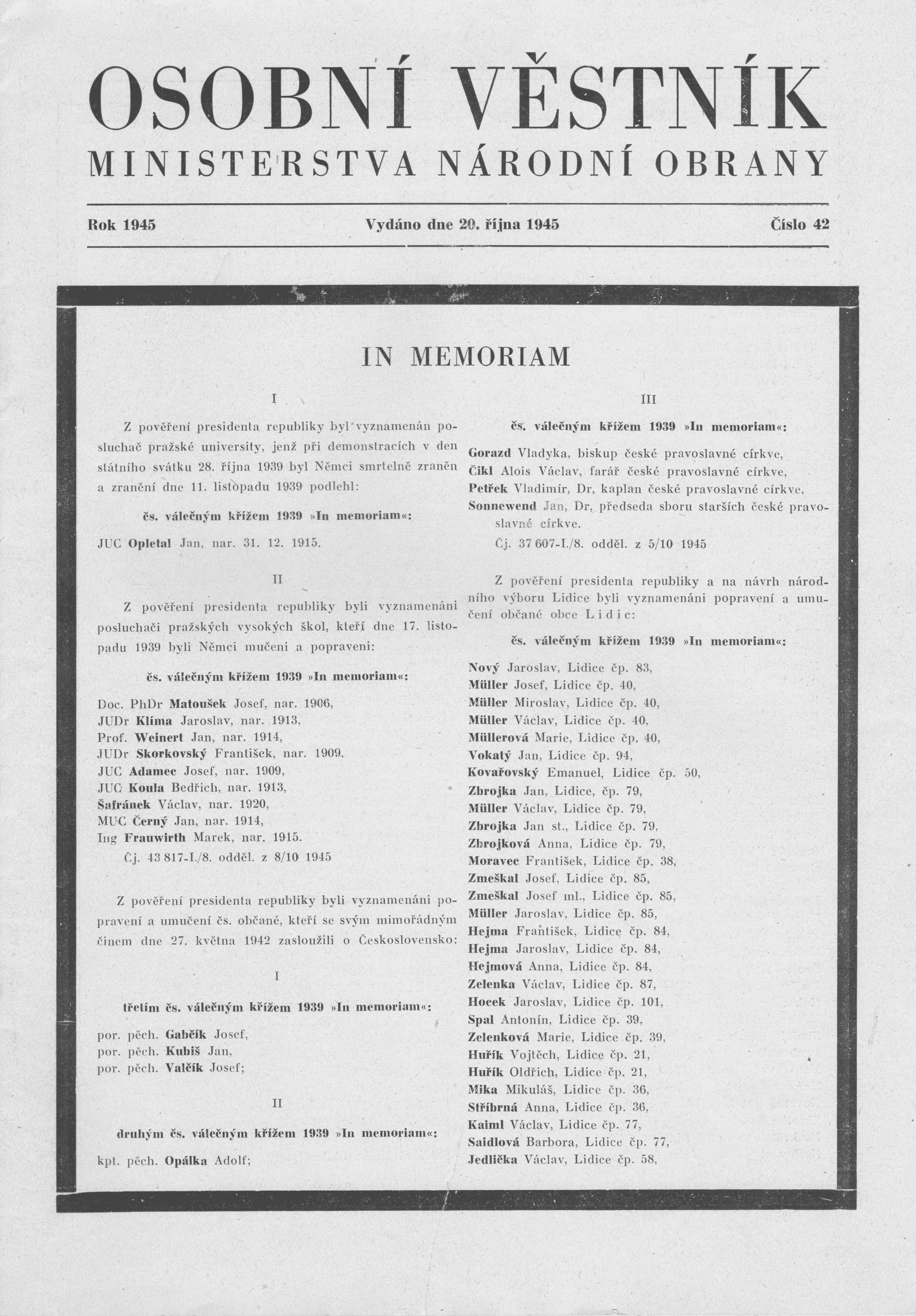
Osobní věstník MNO číslo 42 ze dne 20. října 1945 - titulní strana: udělení Československého válečného kříže 1939-1945